# Patalene aequosus
Patalene aequosus är en fjärilsart som beskrevs av Augustus Radcliffe Grote och Robinson 1867. Patalene aequosus ingår i släktet Patalene och familjen mätare. Inga underarter finns listade i Catalogue of Life.